# Limnigraf w Toruniu
Limnigraf w Toruniu – zabytkowa stacja pomiarowa Instytutu Meteorologii i Gospodarki Wodnej w Toruniu. Znajduje się on na Bulwarze Filadelfijskim.
Budynek wodowskazu wybudowano w 1892 (według innego źródła w 1899) roku, według projektu H. Bindemanna. Budynek wzorowano na norweskiej architekturze drewnianej.
Znajdujący się wewnątrz budynku limnigraf rejestruje wahania poziomu wód Wisły. Najwyższe stany są odnotowywane na specjalnych tablicach.
Obiekt wpisany jest do gminnej ewidencji zabytków (nr 2081).